# Mīria George
Pour les articles homonymes, voir George.
Mīria George née en 1980 est une dramaturge et réalisatrice néo-zélandaise d'origine maorie et des îles Cook.

## Biographie
Mīria George est née à Rotorua, en Nouvelle-Zélande. Elle grandit en Nouvelle-Zélande, aux Îles Cook et au Costa Rica. Son héritage est maori de Te Arawa et Ngāti Awa, des îles Cook de Tumutevarovaro, Enua Manu, Ngāti Kuki 'Ārani. Son père Ian George est un artiste visuel des Îles Cook.
Elle commence à écrire en 2002. En 2008, elle obtient un master en écriture créative à l'Université Victoria de Wellington,.   En 2001, elle fonde avec Hone Kouka, Tawata Productions et Tawata Press, pour soutenir le travail créatif des écrivains et écrivaines du Pacifique et maoris en produisant des festivals, des ateliers et des tournées de spectacles. Cela comprend le festival annuel Kia Mau fondé en 2012 et le festival de développement Matariki, un festival international de dramaturges indigènes. En 2017, 160 artistes et praticiens indigènes participent au Kia Mau Festival,.
Le travail de Mīria George est présenté en Nouvelle-Zélande, au Canada, à Hawaï, en Australie et au Royaume-Uni.  Elle est l'une des personnes présentées dans le livre Cook Island Heroes pour inspirer les jeunes Cook Islanders.
Les préoccupations politiques, l'érosion des droits, la dignité de la personne humaine des Maoris dans une Nouvelle-Zélande dominée par les Pākehā est au premier plan des interrogations de Mīria George. Sa pièce intitulées And What Remains divise les critiques et le public. Elle est enseignée dans les écoles et fait partie d'un mouvement théâtral maori qui explore d'autres perspectives que les histoires traditionnelles basées sur les marae,.
Son travail à la radio comprend l'écriture d'épisodes dans Skinwriting pour Radio New Zealand National.
En 2016, Mīria George est en résidence Fulbright-Creative New Zealand Pacific Writer de trois mois à l'Université d'Hawaï. Elle écrit une nouvelle œuvre intitulée Fire In The Water, Fire In The Sky traitant des effets de la colonisation, du christianisme et du changement climatique dans le Pacifique.

## Publications

### Pièces
- Ohe Ake, The Awakening, 2004[15]
- And What Remains, 2006[16]
- He Reo Aroha, 2010[17]
- Sunset Road, 2012[18]
- The Vultures, 2016 [18]
- Urban Hymns

### Poésie
- The Wet Season (poetry), Wai-te-ata Press [19]

### Film
- Vai (2019) réalisatrice, scénariste[20]

## Prix
- Emerging Pacific Artist's Award, Arts Pasifika Awards, novembre 2005[21]
- Chapman Tripp Theatre Awards,  pour sa première pièce, Ohe Ake
- Bruce Mason Playwriting Award, 2017 [22]